# José Miguel Marín
José Miguel Marín (Río Tercero, 15 maggio 1945 – 30 dicembre 1991) è stato un calciatore argentino, di ruolo portiere.

## Palmarès

### Giocatore

#### Club
- Campionato argentino: 1

Velez: 1968 Nacional
- Campionato messicano: 5

Cruz Azul: 1972, 1973, 1974, 1979, 1980

#### Individuale
- Pallone d'oro (Messico): 1

1979-1980